# 3737 Beckman
3737 Beckman è un asteroide areosecante. Scoperto nel 1983, presenta un'orbita caratterizzata da un semiasse maggiore pari a 2,4067166 UA e da un'eccentricità di 0,3955058, inclinata di 20,14447° rispetto all'eclittica.
È dedicato al chimico e imprenditore statunitense Arnold Orville Beckman fondatore della Beckman Instruments.